# Kim Chol-Su
Kim Chol-Su (12 de septiembre de 1982) es un deportista norcoreano que compitió en judo. Ganó una medalla de plata en el Campeonato Mundial de Judo de 2009, y tres medallas en el Campeonato Asiático de Judo entre los años 2007 y 2011.

## Palmarés internacional
| Campeonato Mundial  | Campeonato Mundial      | Campeonato Mundial | Campeonato Mundial |
| Año                 | Lugar                   | Medalla            | Categoría          |
| ------------------- | ----------------------- | ------------------ | ------------------ |
| 2009                | Róterdam (Países Bajos) | Medalla de plata   | –73 kg             |
| Campeonato Asiático |                         |                    |                    |
| Año                 | Lugar                   | Medalla            | Categoría          |
| 2007                | Kuwait (Kuwait)         | Medalla de oro     | –73 kg             |
| 2009                | Taipéi (Taiwán)         | Medalla de bronce  | –73 kg             |
| 2011                | Abu Dabi (EAU)          | Medalla de bronce  | –73 kg             |